# Jestem…suplement
Jestem...suplement – kompilacja nagrań polskiego zespołu muzycznego Bednarek. Wydawnictwo ukazało się 5 grudnia 2013 roku nakładem wytwórni muzycznej Lou & Rocked Boys w dystrybucji Rockers Publishing. Na albumie znalazły się m.in. remiksy oraz utwory zarejestrowane na żywo, w tym podczas występu zespołu Bednarek na festiwalu Przystanek Woodstock w 2013 roku. Ponadto na płytę trafiły teledyski do utworów „Think About Tomorow”, „Nie chce wyjeżdżać” oraz „Cisza” zrealizowane przez grupę filmową Mania Studio.
Płyta dotarła do 17. miejsca polskiej listy przebojów (OLiS). 

## Lista utworów
Opracowano na podstawie materiału źródłowego.
| Nr  | Tytuł utworu                                          | Długość |
| --- | ----------------------------------------------------- | ------- |
| 1.  | „Salut” (Live Przystanek Woodstock 2013)              |         |
| 2.  | „Could You Be Loved” (cover Boba Marleya)             |         |
| 3.  | „Jestem… (Sobą)” (RMX White House Records)            |         |
| 4.  | „Fly Away” (Studio AS One Dub Version)                |         |
| 5.  | „Think About Tomorow” (Live Mam Talent Show)          |         |
| 6.  | „Nie chce wyjeżdżać” (Live Przystanek Woodstock 2013) |         |
| 7.  | „Cisza” (RMX)                                         |         |
| 8.  | „Jest takie miejsce” (Studio AS One Dub Version)      |         |
| 9.  | „Think About Tomorow” (teledysk)                      |         |
| 10. | „Nie chce wyjeżdżać” (teledysk)                       |         |
| 11. | „Cisza” (teledysk)                                    |         |

## Twórcy
Opracowano na podstawie materiału źródłowego.
| Zespół Bednarek w składzie - Piotr „Piter” Bielawski – gitara - Piotr „Zwierz” Stanclik – gitara basowa - Maciek Pilarz – perkusja - Radek Szyszkowski – instrumenty klawiszowe - Kamil Bednarek – wokal prowadzący |  | Produkcja - Sebastian Witkowski – realizacja nagrań - Mariusz Dziurawiec – realizacja nagrań, mastering - Jarosław Smak – realizacja nagrań, mastering - Radosław Wocial – realizacja nagrań - Adam Lemańczyk – realizacja nagrań - Tomasz „Magiera” Janiszewski – realizacja nagrań - Mentalporn – zdjęcia, opracowanie graficzne |  | Dodatkowi muzycy - Kornelia Bednarek, Anna Mrożek – wokal wspierający (2, 4, 7) - Kamil „Staff” Stefański – wokal (3) - Dawid Portasz – wokal (7) - Michał Jelonek – skrzypce (5) - Funky Filon – scratche (3) - Adam Mościcki – instrumenty perkusyjne - Eddie Rieband – puzon - Richard Doswell – saksofon tenorowy - David Fullwood – trąbka, skrzydłówka |